# Agave havardiana
Agave havardiana là một loài thực vật có hoa trong họ Măng tây. Loài này được Trel. mô tả khoa học đầu tiên năm 1911.

## Hình ảnh

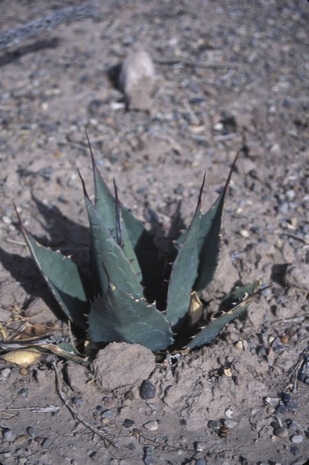